# غرنوقي دائري الأوراق
غرنوقي دائري الأوراق أو غارانيون أو يمان أو يمين أو إبرة الراعي (الاسم العلمي:Geranium rotundifolium) هو نوع من النباتات يتبع جنس الغرنوقي من الفصيلة الغرنوقية.